# La Vergne, Tennessee
La Vergne är en stad i Rutherford County i Tennessee. Orten har fått namn efter en fransk invandrare, Francis Roulhac, som ursprungligen hette François Lenard Gregoire de Roulhac de la Vergne.
SVP Worldwide (Singer, Husqvarna Viking och Pfaff) har sitt huvudkontor (för USA?) i La Vergne.